# Mielinopatia vacuolar aviária
A mielinopatia vacuolar aviária (AVM) é uma doença neurológica fatal que afeta várias aves aquáticas e aves de rapina. É mais comum na águia-de-cabeça-branca e no galeirão americano, e é conhecido no borrelho-de-dupla-coleira, pato-de-touca-branca, pato-trombeteiro, piadeira-americana, ganso canadense, corujão-orelhudo, pato-real e zarro-de-colar.
A mielinopatia vacuolar foi descoberta pela primeira vez em 1994, quando um grande número de carcaças de águia-de-cabeça-branca foram encontradas perto do Lago DeGray em Arkansas. Desde então, ele se espalhou para mais quatro estados e infestou vários sistemas aquáticos, incluindo 10 reservatórios. A causa da morte são lesões no cérebro e na medula espinhal, mas o agente causador exato ainda está sendo investigado pelos pesquisadores. Uma neurotoxina chamada aetoctonotoxina produzida por cianobactéria causa mielinopatia vacuolar.